# Mauléon-Licharre
Mauléon-Licharre (baskiska Maule-Lextarre) är en kommun i departementet Pyrénées-Atlantiques i regionen Nouvelle-Aquitaine i den baskiska delen av sydvästra Frankrike. Kommunen ligger i kantonen Mauléon-Licharre som tillhör arrondissementet Oloron-Sainte-Marie. Mauléon-Licharre var huvudstad i den historiska provinsen Soule (Zuberoa). År 2022 hade Mauléon-Licharre 2 975 invånare.

## Befolkningsutveckling
Antalet invånare i kommunen Mauléon-Licharre
| Referens: INSEE |